# Lotus (tvrtka)
Lotus Cars je britanska tvrtka koja se bavi izradom sportskih i trkaćih automobila.

## Povijest
Lotus je 1952. osnovao Colin Chapman. Dvije godine poslije, odvojio se Team Lotus koji se natjecao u Formuli 1 od 1958. do 1994. Tvrtka se 1959. preselila u potpuno novu tvornicu u gradu Cheshuntu i u njenoj neposrednoj blizini 1966. izgradila test-stazu za testiranje novih automobila koja je i danas u funkciji. 1982. pod sumnjivim okolnostima umro je osnivač Colin Chapman, a bilo je i teorija po kojima ga ubila britanska tajna služba. Stvari su za Lotus krenule nizbrdo te ga 1986. kupuje američki General Motors, koji ga pak 1993. za 30 milijuna funti prodaje bogatom talijanskom investitoru koji je u to vrijeme bio i vlasnik Bugattija. No ovaj ga 1996. prodaje malezijskom Protonu koji je i danas većinski vlasnik Lotusa. Lotus je danas organiziran kao Group Lotus koji je podijeljen na Lotus Cars i Lotus Engineering. 
Od kraja 2010. godine zasad samo kao investitori u timu Renault s 25% udjela vračaju se u Formulu 1, a puno ime momčadi je Lotus Renault GP.

## Povijesni modeli
- Lotus Seven
- Lotus Europa
- Lotus Esprit
- Lotus Elan
- Lotus 340R
- Lotus Omega

## Trenutačni modeli
- Lotus Elise
- Lotus Exige
- Lotus Europa S
- Lotus 2-Eleven

## Planirani modeli
- Lotus Evora
- Lotus Esprit, nova generacija modela rađenog od 1976. do 2004.

## Vanjska poveznica
- Group Lotus  Arhivirana inačica izvorne stranice od 22. lipnja 2010. (Wayback Machine)